# Cullen Bullen
Cullen Bullen är en ort i Australien. Den ligger i kommunen Lithgow och delstaten New South Wales, i den sydöstra delen av landet, omkring 130 kilometer nordväst om delstatshuvudstaden Sydney.
Runt Cullen Bullen är det mycket glesbefolkat, med 6 invånare per kvadratkilometer.. Närmaste större samhälle är Portland, nära Cullen Bullen. 
I omgivningarna runt Cullen Bullen växer huvudsakligen savannskog. Genomsnittlig årsnederbörd är 1 098 millimeter. Den regnigaste månaden är februari, med i genomsnitt 212 mm nederbörd, och den torraste är juli, med 27 mm nederbörd.